# Giovanni Bernardi
Giovanni Bernardi dit Giovanni da Castel Bolognese o Giovanni da Castelbolognese (Castel Bolognese, 1494 - Faenza, 22 de maig de 1553), va ser un tallador de gemmes i medallista italià, conegut sobretot per les seues talles de quars.

## Biografia
Fill d'un orfebre, Bernardo Bernardi (1464-1553), va aprendre l'ofici de son pare, com també ho va fer el seu germà.
Inicialment va traslladar-se a Ferrara, a la cort del duc Alfons I d'Este, on va començar a tallar gemmes.
Va traslladar-se a Roma l'any 1530 per fer un retrat del papa Climent VII, on va comptar amb la protecció dels cardenals Giovanni Salviati i Hipòlit de Mèdici.
Va fer un retrat de l'emperador Carles V sobre una medalla d'or en commemoració de la seua coronació a San Petronio de Bolonya el 14 de febrer de 1530.
Entre 1534 i 1538, Giovanni Bernardi va fer totes les talles de la cort pontifícia.
A la mort del seu protector, l'any 1535, va entrar al servei del cardenal Alexandre Farnese, i va fer nombroses talles sobre cristall de roca, entre elles la famosa caixeta Farnesi.
L'any 1539 es va traslladar a Faenza, on va acabar el Ciborio Farnesiano, per a la família Farnese.
Va morir el 22 de maig 1553, al cim de la seua fama. Giorgio Vasari va incloure la seua biografia al seu famós llibre Le Vite de' più eccellenti pittori, scultori, e architettori

## Obres
- El càstig de Tici, quars tallat, Museu Britànic
- Caixeta Farnese
- Ciborio Farnesiano